# 南洋廳
南洋廳（日语：〔〕／ Nanyō Chō）是根據《凡爾賽條約》，日本在其委任統治的南洋诸岛上設置的地方行政機關與行政區劃。所在地為帛琉群島的島。在其下設有支廳。1922年設立，1945年因戰敗而成立太平洋群岛托管地。

## 歷任首長

### 臨時南洋群島防備隊（日语：臨時南洋群島防備隊）司令官
| 任次 | 肖像 | 姓名 (生–卒)           | 在任時間       | 在任時間      | 備註 |
| ---- | ---- | ---------------------- | -------------- | ------------- | ---- |
| 1    |      | 松村龍雄 (1868–1932)   | 1914年12月28日 | 1915年8月6日  |      |
| 2    |      | 東鄉吉太郎 (1867–1942) | 1915年8月6日   | 1916年12月1日 |      |
| 3    |      | 吉田增次󠄁郞 (1867–1942) | 1916年12月1日  | 1917年12月1日 |      |
| 4    |      | 永田泰次郎 (1867–1923) | 1917年12月1日  | 1919年12月1日 |      |
| 5    |      | 野崎小十郎 (1872–1946) | 1919年12月1日  | 1922年4月1日  |      |

### 長官
| 任次 | 肖像 | 姓名 (生–卒)           | 在任時間       | 在任時間       | 備註 |
| ---- | ---- | ---------------------- | -------------- | -------------- | ---- |
| 1    |      | 手塚敏朗 (1873–1933)   | 1922年4月1日   | 1923年4月4日   |      |
| 2    |      | 橫田鄉助 (1880–1931)   | 1923年4月4日   | 1931年10月11日 |      |
| 3    |      | 堀口滿貞 (1881–1939)   | 1931年10月11日 | 1931年11月21日 |      |
| 4    |      | 田原和男 (1887–1955)   | 1931年11月21日 | 1932年2月5日   |      |
| 5    |      | 松田正之 (1892–1976)   | 1932年2月5日   | 1933年8月4日   |      |
| 6    |      | 林壽夫 (1881–1963)     | 1933年8月4日   | 1936年9月16日  |      |
| 7    |      | 北島謙次郎 (1893–1957) | 1936年9月16日  | 1940年4月9日   |      |
| 8    |      | 近藤駿介 (1890–1966)   | 1940年4月9日   | 1943年11月5日  |      |
| 9    |      | 細萱戊子郎 (1888–1964) | 1943年11月5日  | 1946年3月12日  |      |

### 附註
1. ↑  原臨時南洋群島防備隊（日语：臨時南洋群島防備隊）民政部長 。
2. ↑  原內閣府賞勳局書記官。
3. ↑  死於任內。
4. ↑  原長官官房庶務課長。
5. ↑  原拓務省殖產局長。
6. ↑  原拓務省管理局第一課長。
7. ↑  改任朝鮮總督府專賣局（日语：朝鮮総督府専売局）長。
8. ↑  原關東廳（日语：関東庁）警務局（日语：関東州の警察）長 。
9. ↑  原拓務省殖產局長 。
10. ↑  原熊本縣知事。
11. ↑  原海軍預備役。

## 行政區劃
南洋廳於昭和14年（1939年）管轄6支廳。
- 彩帆[1]（Saipan）支廳：塞班島、天寧島、羅塔島（今北馬里亞納群島）
- （Palau）支廳：巴伯爾圖阿普島、科羅爾島、安加爾島（今帛琉）
- 彌津府（ヤップ，Yap）支廳：雅浦島（加羅林群島西部）
- 都洛[2]（Truk）支廳：特魯克環礁（加羅林群島中部）
  - 四季諸島（英语：Nomoneas）：春島、夏島、秋島、冬島
  - 七曜諸島（英语：Faichuk）：日曜島（英语：Romanum (island)）、月曜島（英语：Udot (island)）、水曜島、金曜島（Polle）
- 波納佩（ポナペ，Ponape）支廳：波納佩島、科斯雷島（加羅林群島東部）
- 亞魯特（ヤルート，Jaluit）支廳：賈盧伊特環礁（今馬紹爾群島）

昭和18年（1943年）改制為3支廳，各支廳下各設有總務課、經濟課、警務課。
- 北部支廳：馬里亞納群島 （原彩帆支廳、美屬關島1941年12月11日起被日本占領）
- 東部支廳：加羅林群島東部 （原都洛、波納佩、亞魯特支廳）
  - 波納佩（Ponape）出張所
  - 亞魯特（Jaluit）出張所（昭和18年廢止，1944年2月馬紹爾群島全境被美國占領）
- 西部支廳：加羅林群島西部 （原帛琉、彌津支廳）
  - 彌津（Yap）出張所

## 人口

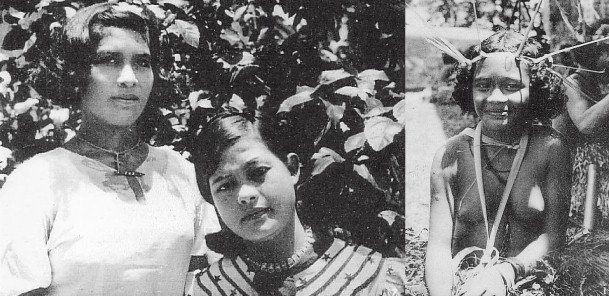
查莫諾族與卡那卡族少女

昭和14年（1939年）12月末（『第9回南洋廳統計年鑑　昭和14年』）
- 總人口 129,104人
  - 日本人 77,257人
  - 島民（查莫諾族、卡那卡族（英语：Kanaka (Pacific Island worker)）） 51,723人
  - 外国人 124人

## 警察
- 内務部警務課
- 南洋廳警察練習所
- 塞班（Saipan）支廳警務係
- 雅浦（Yap）支廳警務係
- 帛琉（Palau）支廳警務係
- 特魯克（Truk）支廳警務係
- 波納佩（Ponape）支廳警務係
- 賈盧伊特（Jaluit）支廳警務係

## 衞生
- 塞班（Saipan）醫院：今北馬里亞納群島歷史文化博物館（英语：NMI Museum of History and Culture）

- 帛琉（Palau）醫院
- 雅浦（Yap）醫院
- 特魯克（Truk）醫院
- 波納佩（Ponape）醫院
  - 科斯雷（Kusai）分院
- 亞魯特（Jaluit）醫院

## 司法
昭和17年（1942年）當時設有：
- 高等法院（科羅爾島）
- 塞班（Saipan）地方法院
- 帛琉（Palau）地方法院
- 波納佩（Ponape）地方法院

## 時區
1934年1月25日起，南洋廳的時區調整為下：
- 南洋群島西部標準時：UTC＋9，帛琉支廳與雅浦支廳。
- 南洋群島中部標準時：UTC＋10，塞班支廳與特魯克支廳。
- 南洋群島東部標準時：UTC＋11，澎貝支廳與賈盧伊特支廳。

## 氣象台

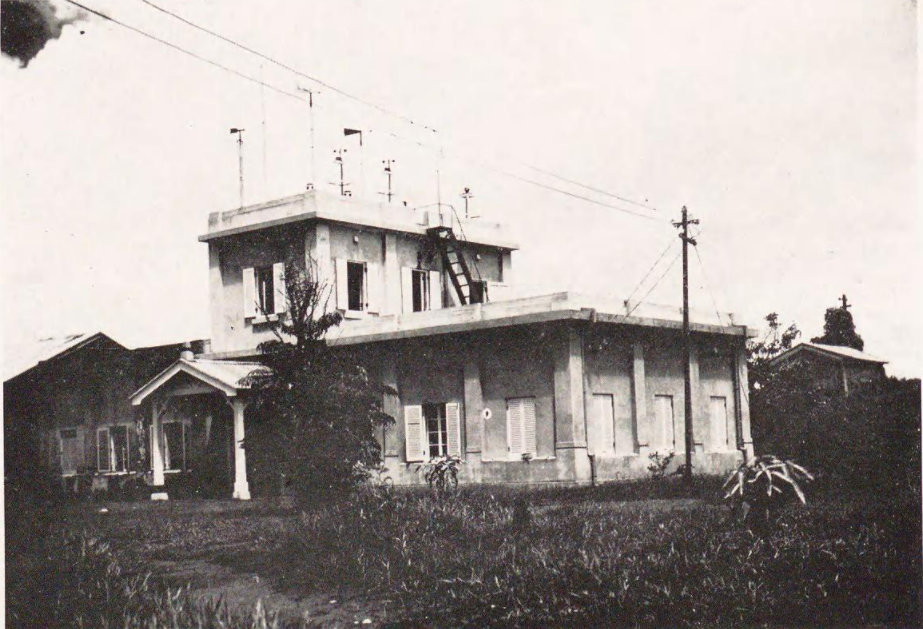
南洋廳觀測所

- 南洋廳觀測所（科羅爾島）
  - 塞班（Saipan）出張所
  - 雅浦（Yap）出張所
  - 特魯克（Truk）出張所
  - 波納佩（Ponape）出張所
  - 亞魯特（Jaluit）出張所

## 教育

### 中等教育學校

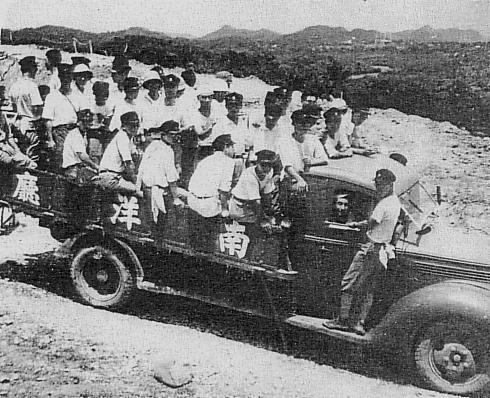
南洋廳學生（學徒至誠會）

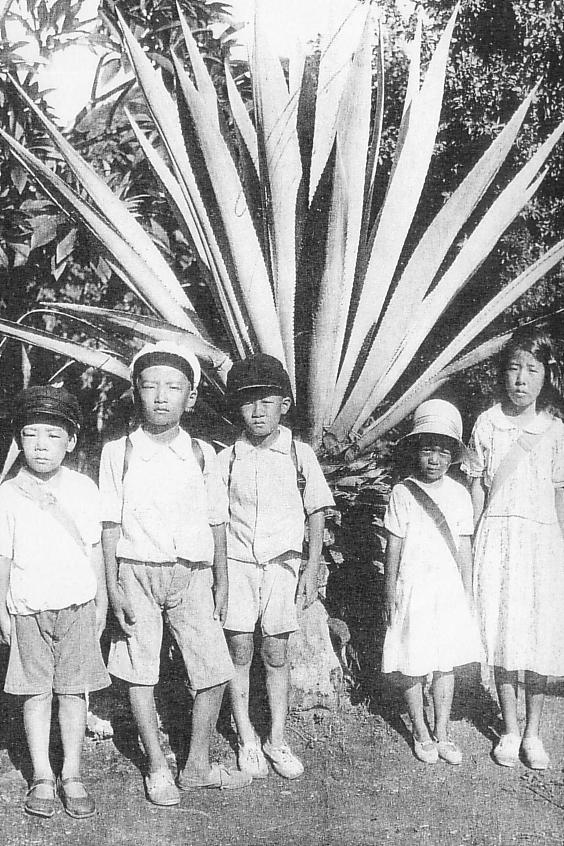
特魯克島的日本人小學生（1930年左右）

#### 中學校
限日本人男子，修業年限5年
- 南洋廳立帛琉中學校：1942年設置

#### 高等女學校
限日本人女子，修業年限4年
- 塞班高等女學校：1939年設置。前身為南洋寺住職青柳貫孝開辦的私立南洋家政女學校[3][4]（校長・本野久子[5]）。於第二次世界大戰中被破壞，雖然1976年於原址蓋了飯店，飯店用地中還留著南洋寺的柱子[3]。
- 帛琉高等女學校 - 1941年設置

#### 實業學校
修業年限3年
- 塞班實業學校 - 1933年設置，設有農業科與商業科

### 小學校・國民學校
主要招收日本學生，共設立尋常科和高等科，1941年改稱國民學校。

### 公學校
招收南洋島民，設立3年制的本科與2年制的補習科。
本科是義務教育，8歲左右入學。教師主要為日本人。在本科成績表現優秀者可以進修補習科，大約佔修完本科學生總數的3至5成。
本科教育按照南洋廳公學校規則，使用南洋廳發行的教科書《南洋群島國語讀本》進行全日語教育。

### 南洋廳立木工徒弟養成所
1926年於科罗尔岛創所，主要是針對島民而設立。在補習科取得優秀成績者，接著升學至木工徒弟養成所。從南洋群島各地招攬17、18歲至23歲的優秀學生（但幾乎都是帛琉居民）。養成所會提供學生制服以及零用錢，讓他們接受建築與日語教育。太平洋戰爭爆發後，成為島民工員養成所。也兼有訓練鍛冶工、汽車機械工、電氣工的功用。是現在帕劳社区大学的前身。

## 神社

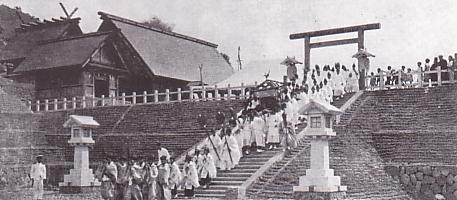
南洋神社

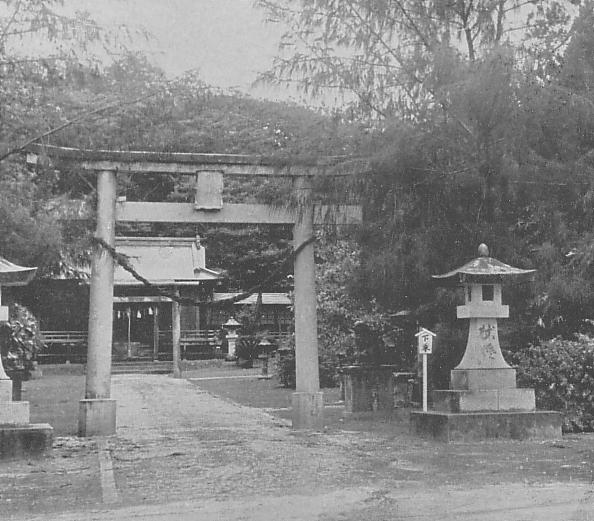
彩帆神社

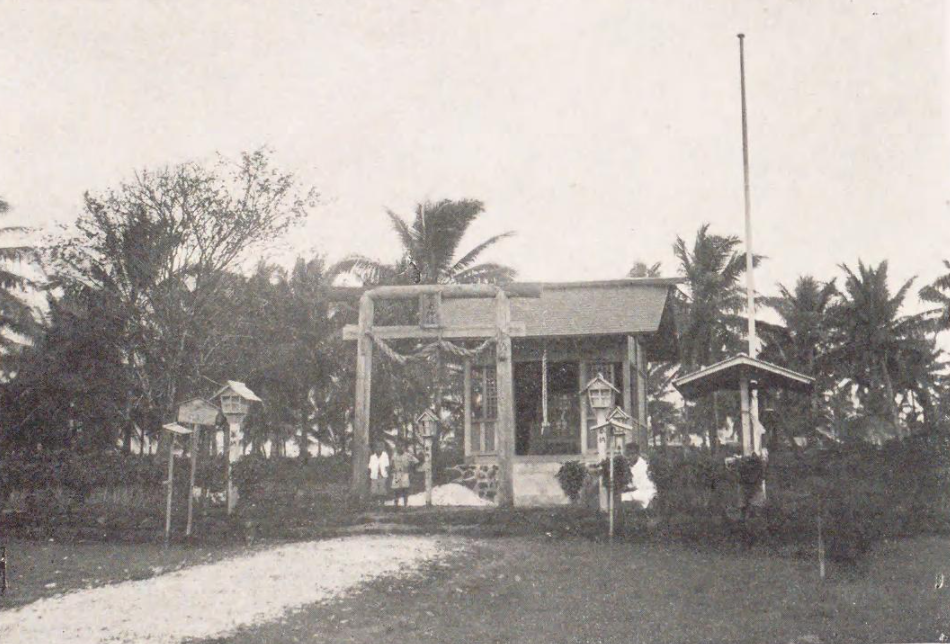
照南神社

- 帛琉（Palau）支廳管内
  - 南洋神社
  - 朝日神社
  - 安加爾（Angaur）神社
  - 清水神社
  - 貝里琉（Peliliou）神社
  - 瑞穗神社
- 雅浦（Yap）支廳管内
  - 弥津府神社
  - 羅塔神社
- 塞班（Saipan）支廳管内

- - 彩帆神社
  - 南興神社
  - 東村八幡神社
  - 南陽神社
  - 北村神社
  - 天仁安神社
  - 住吉神社
  - 和泉神社
  - 橘神社
  - 日之出神社
  - 羅宗神社
  - 羅塔神社
- 特魯克（Truk）支廳管内
  - 都洛神社
- 波納佩（Ponape）支廳管内

- - 照南神社
  - 明治神社
  - 春來神社
- 賈盧伊特（Jaluit）支廳管内
  - 馬紹爾神社

## 統計

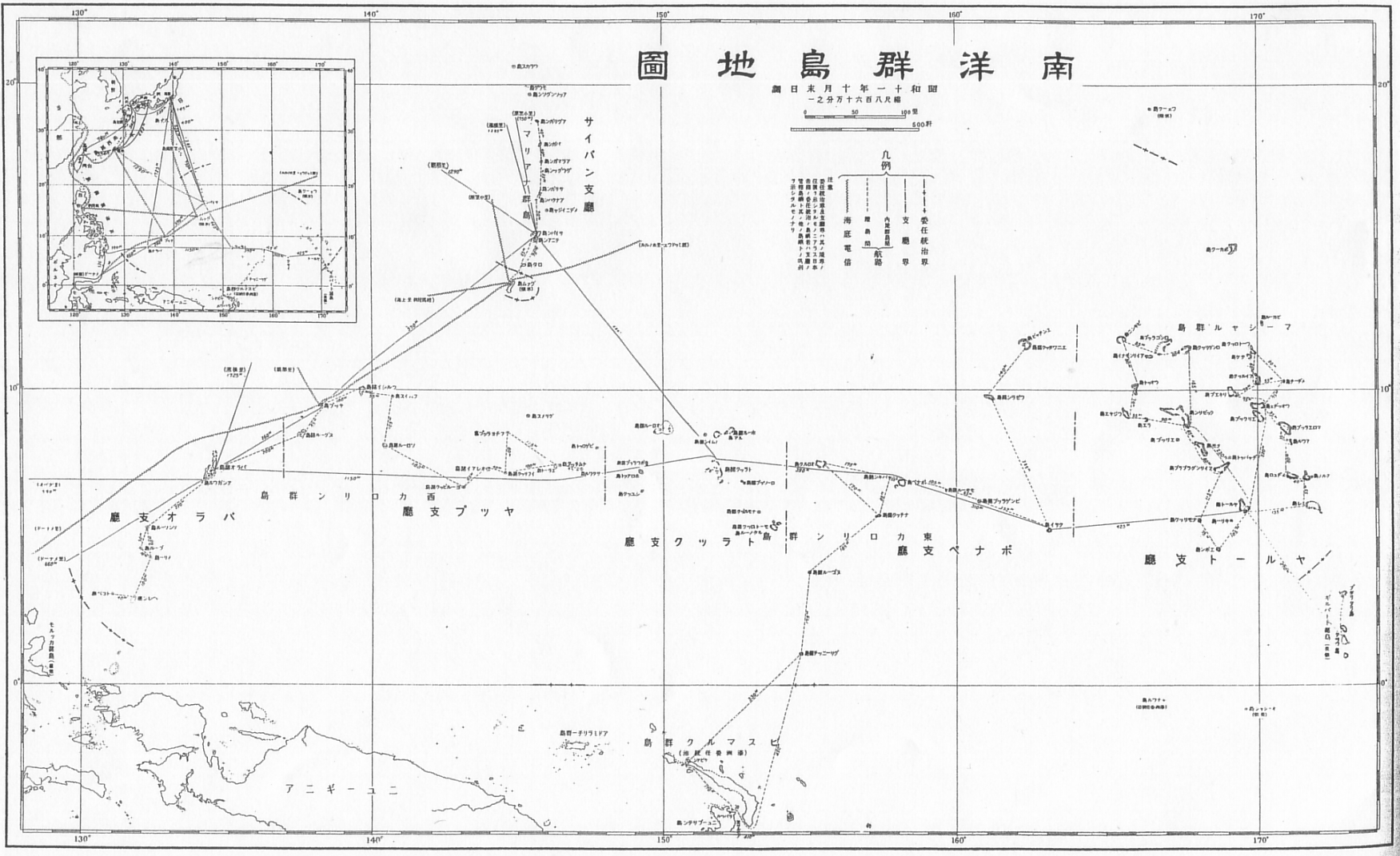
地圖

| 支廳                   | 面積 （km²） | 人口（人） | 人口（人） | 人口（人） | 人口（人） | 人口（人） | 人口（人） | 人口（人） | 人口（人） | 人口（人） | 人口密度 （人/km²） |
| 支廳                   | 面積 （km²） | 島民       | 島民       | 琉球       | 日本       | 朝鮮       | 庫頁       | 臺灣       | 外國籍     | 計         | 人口密度 （人/km²） |
| 支廳                   | 面積 （km²） | 查莫諾族   | 卡那卡族   | 琉球       | 日本       | 朝鮮       | 庫頁       | 臺灣       | 外國籍     | 計         | 人口密度 （人/km²） |
| ---------------------- | ------------ | ---------- | ---------- | ---------- | ---------- | ---------- | ---------- | ---------- | ---------- | ---------- | ------------------- |
| 塞班（Saipan）支廳     | 638.99       | 3,274      | 1,023      | 23,612     | 15,709     | 398        | 6          | 3          | 18         | 44,043     | 69                  |
| 雅浦（Yap）支廳        | 225.80       | 177        | 5,829      | 153        | 444        | 36         | 0          | 0          | 11         | 6,650      | 29                  |
| 帛琉（Palau）支廳      | 478.13       | 217        | 6,013      | 3,023      | 3,485      | 42         | 0          | 3          | 15         | 12,798     | 27                  |
| 特魯克（Truk）支廳     | 131.87       | 1          | 15,128     | 1,158      | 773        | 45         | 4          | 0          | 24         | 17,133     | 130                 |
| 波納佩（Ponape）支廳   | 503.58       | 51         | 8,902      | 931        | 1,531      | 24         | 0          | 0          | 28         | 11,467     | 23                  |
| 賈盧伊特（Jaluit）支廳 | 170.43       | 0          | 9,958      | 95         | 385        | 1          | 0          | 0          | 7          | 10,446     | 61                  |
| 南洋廳                 | 2,148.80     | 3,720      | 46,853     | 28,972     | 22,327     | 546        | 10         | 6          | 103        | 102,537    | 48                  |

| 支廳                   | 人口（人） | 人口（人） | 人口（人） | 人口（人） | 人口（人） | 人口（人） | 人口（人） |
| 支廳                   | 西班牙     | 德國       | 中國       | 美國       | 比利時     | 其他       | 計         |
| ---------------------- | ---------- | ---------- | ---------- | ---------- | ---------- | ---------- | ---------- |
| 塞班（Saipan）支廳     | 12         | 0          | 3          | 0          | 0          | 3          | 18         |
| 雅浦（Yap）支廳        | 3          | 0          | 0          | 0          | 0          | 8          | 11         |
| 帛琉（Palau）支廳      | 3          | 3          | 5          | 0          | 0          | 4          | 15         |
| 特魯克（Truk）支廳     | 11         | 12         | 0          | 1          | 0          | 0          | 24         |
| 波納佩（Ponape）支廳   | 13         | 0          | 0          | 7          | 8          | 0          | 28         |
| 賈盧伊特（Jaluit）支廳 | 0          | 1          | 5          | 0          | 0          | 1          | 7          |
| 南洋廳                 | 42         | 16         | 13         | 8          | 8          | 16         | 103        |

## 關聯條目
- 南洋群岛
- 殖民地
- 委任統治
- 大東亞省
- 南方軍（帛琉地区集團）
- 南洋廳警察（日语：南洋群島の警察）
- 帛琉放送局
- 南洋學院（日语：南洋学院）

## 外部連結
- 南洋廳官制